# Petalocephala kempi
Petalocephala kempi är en insektsart som beskrevs av Singh-pruthi 1936. Petalocephala kempi ingår i släktet Petalocephala och familjen dvärgstritar. Inga underarter finns listade i Catalogue of Life.